# 吉田のギンモクセイ
吉田のギンモクセイ（よしだのギンモクセイ）は、広島県三原市久井町吉田に生育するギンモクセイの巨木（雄株）である。推定の樹齢は400年以上といわれ、日本国内有数のギンモクセイの大木として広島県指定天然記念物や新日本名木100選に選定されている。

## 由来
三原市の北部、標高200メートルから400メートルの高原地帯に久井町がある。近くにそびえる宇根山（標高698.8メートル）からは中国山地や四国の山々を一望することが可能で、山の中腹にある久井の岩海（国の天然記念物）と合わせて訪れる人々が増えている。
久井町の北東部に位置する吉田地区に、1本のギンモクセイの大木が生育している。この木は旧吉田村の庄屋を務めていた家の庭にあり、推定の樹齢は400年以上で毎年9月下旬から10月上旬に白色でよい香りのする花を咲かせる。幹は地上から1メートル付近の間までで8本の支幹に分かれ、そこから分岐した枝が密生して球状に近い樹冠を形作る。東側と南側の下枝の先端は、地上50センチメートルから70センチメートル付近まで垂れ下がっている。樹高は約12メートル、根回り周囲は3.9メートル、支幹の胸高幹囲は0.7から1.3メートル、枝張りは東西方向に12.6メートル、南北方向に10.2メートルを測り、通常のギンモクセイと比べて3-4倍の大きさがあることから日本国内でも有数の大木とされる。その主幹は、白色を呈するコケに覆われている。
この木は毎年9月下旬から10月上旬に花盛りの時期を迎え、かつて樹勢が旺盛だった時代には100メートル以上先からもその芳香が感じ取れたという。以前に単独の自治体だったころ、旧久井町の町の花はキンモクセイであったが、吉田のギンモクセイが漂わせる香りは秋を象徴する風物詩として地元の人々に親しまれ続けている。
吉田のギンモクセイが文化財として保護されるようになった契機は、当時の所有者の強い意向であった。その意向を了解した旧久井町の支援により、1986年（昭和61年）11月25日に広島県指定天然記念物となった。一時期樹勢が衰微した時期があって、旧久井町は施肥の実施や枝の剪定などの対策を講じたところ、樹勢は回復した。この木は1990年（平成2年）に開催された「国際花と緑の博覧会」に合わせて企画された「新日本名木100選」には、広島県から「極楽寺山のアカガシ」（廿日市市、廿日市市指定天然記念物）、「熊野の大トチ」（庄原市西城町熊野、国の天然記念物）とともに選定された。

## 交通アクセス
所在地
- 広島県三原市久井町吉田72

交通
- 山陽自動車道三原久井ICから車で約20分[2]。